# Escola de Minas do Colorado
A Escola de Minas do Colorado (em inglês Colorado School of Mines) é uma faculdade pública estadunidense no estado do Colorado.
É devotada à pesquisa de engenharia e ciência direcionada à resolução de problemas práticos. A escola foi fundada no ano de 1873 pela Igreja Episcopal Anglicana, e tornou-se uma instituição pública quando o Colorado foi elevado à autonomia de estado.
Em maio de 2008 entrou em operação na faculdade um novo supercomputador apelidado de "Ra", resultado de uma parceria com o Laboratório Nacional de Energia Renovável, o Centro Nacional de Pesquisa Atmosférica e a Fundação Nacional de Ciência.